# Miloš Pražák
Miloš Pražák (* 24. června 1940 Praha) je bývalý československý basketbalista a sportovní funkcionář, účastník dvou Mistrovství Evropy 1961 a 1963, mistr Československa 1960.
V československé basketbalové lize odehrál celkem 10 sezón v letech (1958–1970). Hrál 9 sezón za tým Spartak Sokolovo / Sparta Praha a 1 sezónu za Slavoj Vyšehrad. Se Spartakem Sokolovo Praha získal 6 medailí, jednu zlatou za titul mistra Československa 1960, dvě stříbrné za druhá místa (1959, 1961) a tři bronzové za třetí místa (1962, 1964, 1966). V československé basketbalové lize (po zavedení podrobných statistik zápasů – od sezóny 1962/63) zaznamenal 1869 bodů.
S týmem Spartak Sokolovo / Sparta Praha se zúčastnil Poháru evropských mistrů v basketbale 1961, vyřadili Wolves Amsterdam (Holandsko) a Torpan Pojat Helsinky (Finsko), neuspěli až ve čtvrtfinále proti CCA Steaua Bukurešť (Rumunsko), rozhodl rozdíl 8 bodů ve skóre ze 2 zápasů.
Za reprezentační družstvo Československa hrál na dvou Mistrovství Evropy – 1961 v Bělehradě (5. místo) a 1963 ve Wroclawi, Polsko (10. místo). Za Československo v letech 1961 až 1964 hrál celkem 33 zápasů.  
V letech 1990 až 1992 byl generálním sekretářem České a Slovenské basketbalové federace, 1993 až 2013 generálním sekretářem České basketbalové federace, 1998–2002 předsedou České basketbalové federace a od roku 2013 je jejím 1. místopředsedou. Od roku 2006 je vrchním ředitelem Asociace ligových klubů (ALK), která řídí českou národní basketbalovou ligu (NBL).
Třikrát (v letech 2002–2006, 2006–2010 a 2010–2014) byl zvolen za člena vedení Evropské basketbalové federace ( FIBA Europe).
Byl členem a místopředsedou Evropské Soutěžní komise FIBA a členem Světové Soutěžní komise v letech 1998–2001, členem a místopředsedou Světové Ženské komise FIBA v letech 2006–2014.

## Hráčská kariéra

### kluby
- 1958–1967 Spartak Sokolovo – 1. místo (1960), 2× 2. místo (1959, 1961), 3× 3. místo (1962, 1964, 1966), 4. místo (1963), 5. místo (1965), v průběhu sezóny 1966/67 přestoupil do Slavoje Vyšehrad
- 1966/67 Slavoj Vyšehrad – 11. místo (1967)
- 1967–1968 Slavoj Vyšehrad (2. místo, 2. liga)
- 1968–1970 BC Montbrison, Francie (2. liga)
- 1970 Sparta ČKD Praha – 7. místo (1970)
- Československá basketbalová liga celkem 10 sezón (1958–1968, 1970), 1869 bodů a 7 medailových umístění
  - mistr Československa (1960), 2× vicemistr (1959, 1961), 3× 3. místo (1962, 1964, 1966)
- Evropské poháry klubů – s týmem Spartak Sokolovo
  - Pohár evropských mistrů 1960/61, účast ve čtvrtfinále, vyřazeni CCA Bukrešť (60:50, 47:65)

### Československo
- Mistrovství Evropy 1961 Bělehrad (5 bodů /2 zápasy) 5. místo, 1963 Wroclaw (35 /7) 10. místo, celkem na ME 40 bodů /9 zápasů
- Za reprezentační družstvo Československa hrál v letech 1961–1964 celkem 33 utkání.

## Sportovní funkcionář

### FIBA
- 2002–2006, 2006–2010, 2010–2014 člen Výkonného výboru FIBA Europe
- 1998 – 2001 místopředseda Evropské Soutěžní komise a člen Světové Soutěžní komise FIBA
- 2006–2010 člen Světové Světové Ženské komise FIBA
- 2010–2014 místopředseda Světové Ženské komise FIBA
- 1996–2010 mezinárodní komisař FIBA (320 mezinárodních utkání)

### Československo
- 1990–1992 generální sekretář České a Slovenské basketbalové federace

### Česká republika
- 1998–2002 předseda České basketbalové federace
- 2013 – 1. místopředseda České basketbalové federace
- 1993–2013 generální sekretář České basketbalové federace
- 1993–1994 guvernér Asociace ligových klubů (ALK)
- od 2006 – vrchní ředitel Národní basketbalové ligy
- 1995–2010 ligový komisař České basketbalové federace